# 15353 Meucci
15353 Meucci este un asteroid din centura principală de asteroizi.

## Descriere
15353 Meucci este un asteroid din centura principală de asteroizi. A fost descoperit pe 22 noiembrie 1994 la Colleverde de Vincenzo Silvano Casulli. Asteroidul prezintă o orbită caracterizată de o semiaxă mare de 2,32 ua, o excentricitate de 0,20 și o înclinație de 4,2° în raport cu ecliptica.